# ネヴェロ (路面電車車両)
ネヴェロ（Nevelo）は、ポーランドの鉄道車両メーカーであるネヴァグ（Newag）が開発した路面電車車両。126Nという形式名を有しており、2023年現在は試作車1両がクラクフ市電（クラクフ）に在籍する。

## 概要
2000年代末のポーランドでは、各地で使用されていた路面電車車両の多くが老朽化していた事に加えて各地の路面電車で延伸が相次ぎ、新型車両の需要が高まっていた。それを受け、ポーランドの鉄道車両メーカーのネヴァグは2009年に路面電車車両の製造事業への参入を決定し、2010年まで実施された研究を経て同年に国立研究開発センター（Narodowe Centrum Badań i Rozwoju）との間で新型車両の製造契約を結んだ他、欧州連合からもこの製造プロジェクトに対して出資を受ける事に成功した。これを基に作られたのが"ネヴェロ"である。
右側通行に適した構造を有する片運転台式の3車体連接車で、軽量鋼が用いられた全溶接式構造の車体はポーランドの安全基準に基づいた設計となっている他、バンパーも衝突時の運転士や乗客の安全を考慮した構造が用いられている。また、構体は腐食を防ぐコーディングが施されている。車内の床については台車や機器からの振動や騒音を抑制する構造の合板が使われており、滑り止め用の裏地が接着されている。運転台左側を除いた側面窓は開かない構造になっているため、緊急用のハンマーが設置されている。
乗降扉は車体右側に合計7箇所あり、車体の前方、後方にある扉は片開き、それ以外は両開き式のプラグドアである。また、前方車体の一部の両開き扉には車椅子やベビーカー用の折り畳み式スロープが下部に設置されている。
車内は床上高さを480 mm、乗降扉付近を350 mmに抑えた低床構造になっており、通路に段差は存在しない他、車内には車椅子やベビーカー、大きな荷物を設置可能なフリースペースも設置されている。座席は布張りで、人間工学に基づいた設計である。また冷暖房双方に対応した空調装置が設置されており、照明にはLEDが採用されている。運転席についても最新の人間工学に基づいた設計になっており、独自の空調装置も設置されている。また大型の前面・側面窓を用いる事で幅広い視界を得る事が出来る構造になっている。
台車は"ネヴェロ"用に独自に開発された大型のベアリングや回転軸を有するボギー台車で、前後車体に設置されている動力台車には「WN126N」、中間車体の付随台車には「WT26T」という形式名が与えられている。この構造は従来の路面電車車両と同様であり、車輪の摩耗の均一化、メンテナンスの容易さ、曲線走行時の安定した走行の実現などが図られている。
主電動機は三相誘導電動機で、動力台車の車輪の外側に2基ずつ設置されている。制動装置には回生ブレーキが採用されており、制動使用時に発生した電力を架線に戻す、もしくはスーパーキャパシタに保存する事による運用コストの削減が図られている。車両の各種機器に電力を供給する静止型コンバータには冗長性が持たされており、一方の機器が故障した場合でも十分な電力が賄えるようになっている。また、車両には充電池が搭載され、架線から電気が供給されない場合でも短距離（最大200 m、最高速度20 km/h）の走行が可能な構造となっている。これらを含む車両全体の電気機器の状態は車両制御システムによって管理・診断されており、運転台から状況の確認が可能である。
製造に関して、車体や内装、最終組み立てはネヴァグが行った一方、電気機器の設計はクラクフに本社を置くECエンジニアリング（EC-Engineering）が、電気機器の配線、コンポーネントの設計や制御システムの構築はワルシャワのメドコム（Medcom）が実施している。

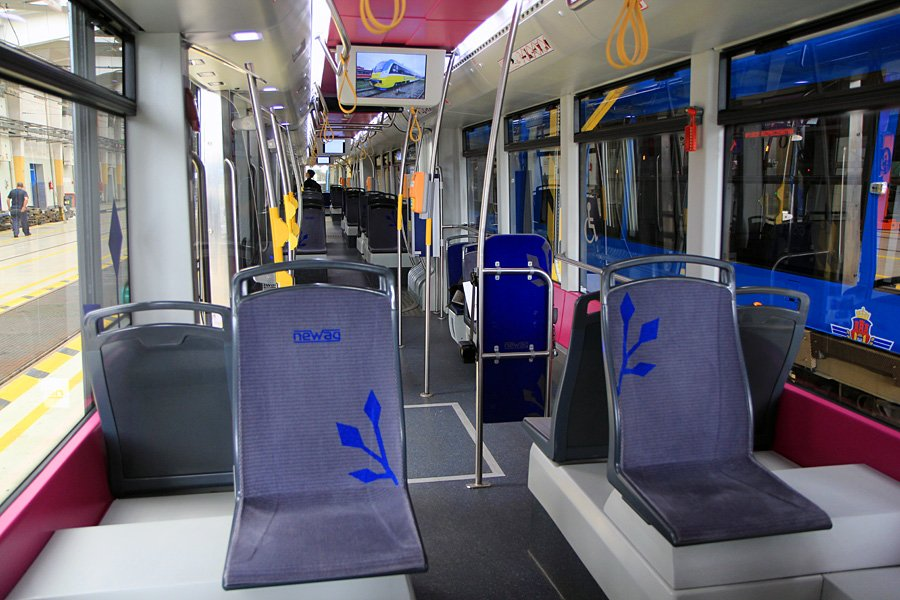
車内
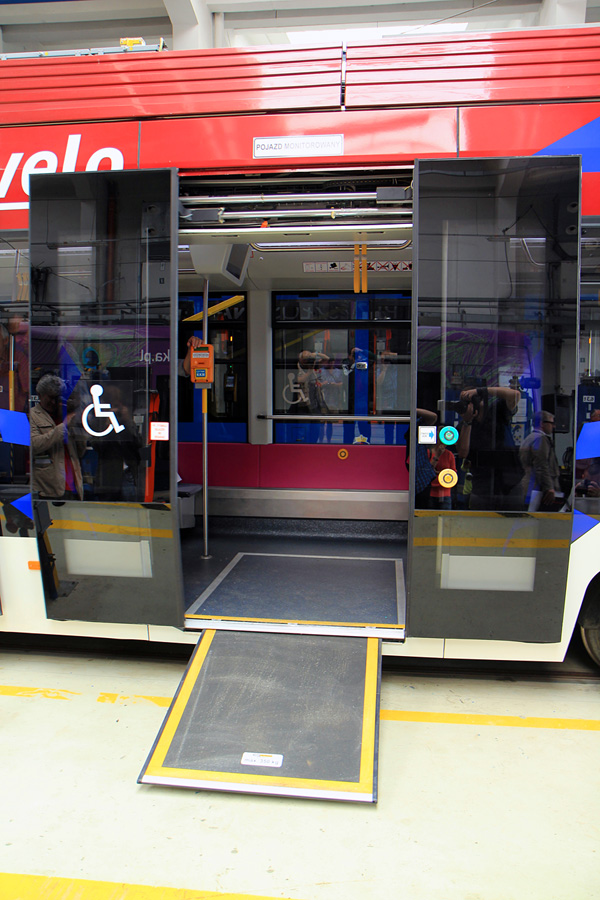
乗降扉とスロープ
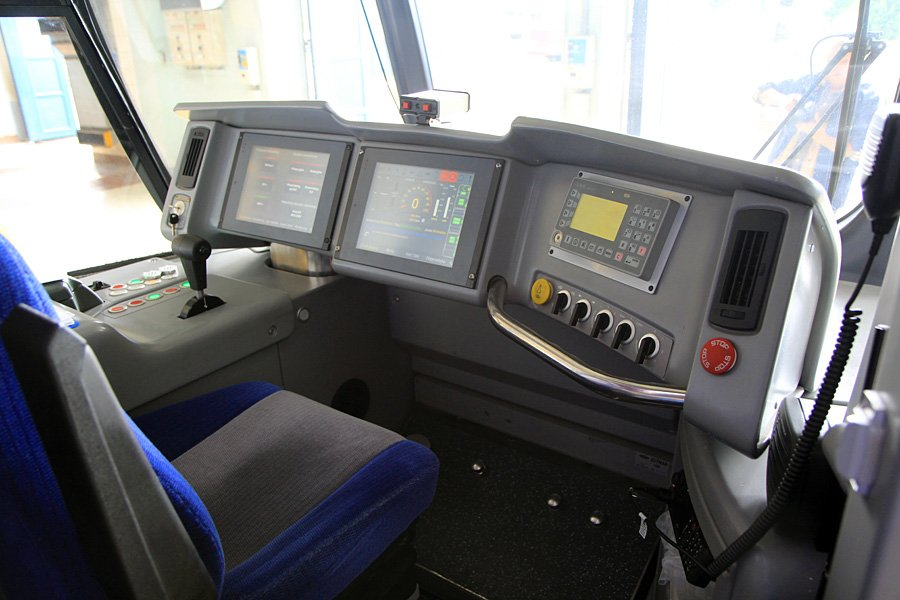
運転台

## 運用
試作車の製造は2011年から2012年にかけて行われ、ポズナン市電の線路を用いた試運転を経て、2013年6月24日にクラクフ市電を運営するクラクフ市交通会社の本社前で正式なお披露目が実施された。2014年まで営業運転を含めた各種試運転が実施された後、ノヴィ・ソンチに位置するネヴァグの工場へ一旦戻され、これら結果に基づいた複数の改良や塗装の変更を経て、2016年に再度クラクフ市電での営業運転に投入された。2017年には路線バスとの衝突事故で損傷したものの復旧し、2023年現在も引き続き使用されている。
また、2020年には大学や企業と共同でネヴァグが開発した、人工衛星を用いたナビゲーションシステムによる自動運転の試験車両に選ばれ、同年1月27日から翌28日の深夜帯に、全長約3.4 kmの区間を運転手なしで走行する実験が行われている。

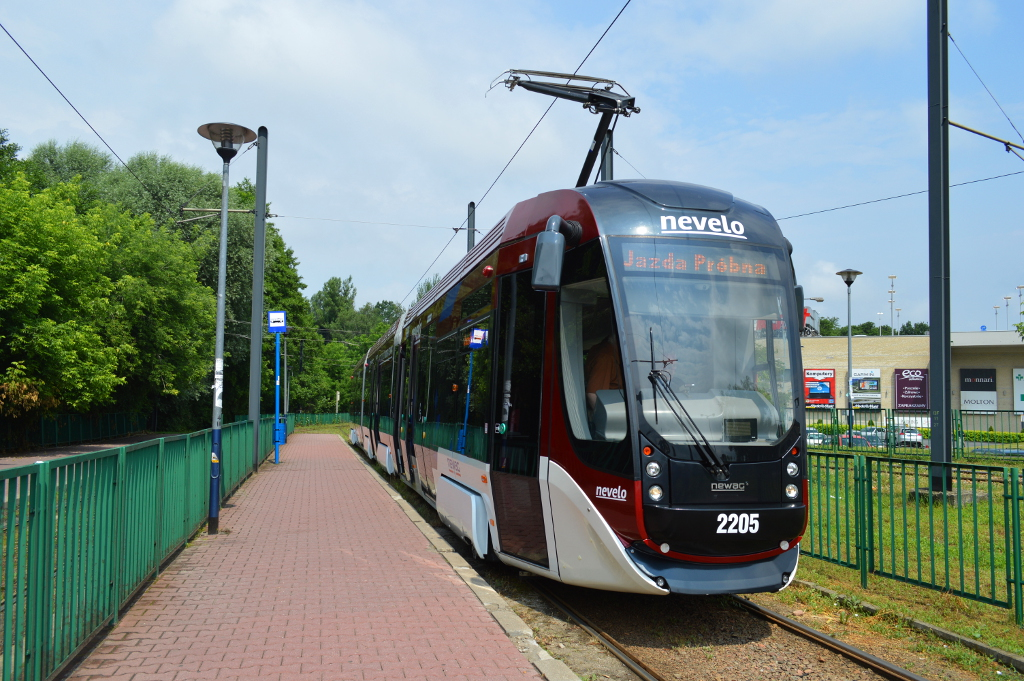
登場当初の塗装（2013年撮影）
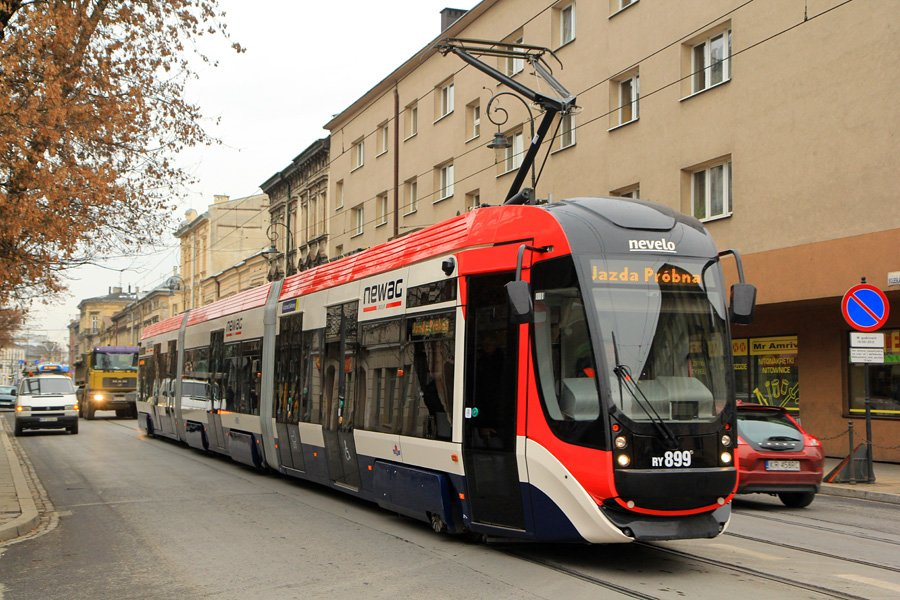
2016年以降は塗装が変更されている（2016年撮影）